# Inkerman
Inkerman (ukrainisch Інкерман; russisch Инкерман, krimtatarisch İnkerman („Höhlenfestung“)) ist eine Stadt auf der Halbinsel Krim. Von 1976 bis zur Auflösung der Sowjetunion 1991 hieß sie Belokamensk („Weißfels“). Inkerman liegt zu beiden Seiten des Flusses Tschorna etwa zwei Kilometer östlich dessen Mündung in die Bucht von Sewastopol. Administrativ gehört der 10.452 Einwohner zählende Ort zum Rajon Balaklawa, einem der vier Stadtbezirke Sewastopols.

## Wohnhöhlen

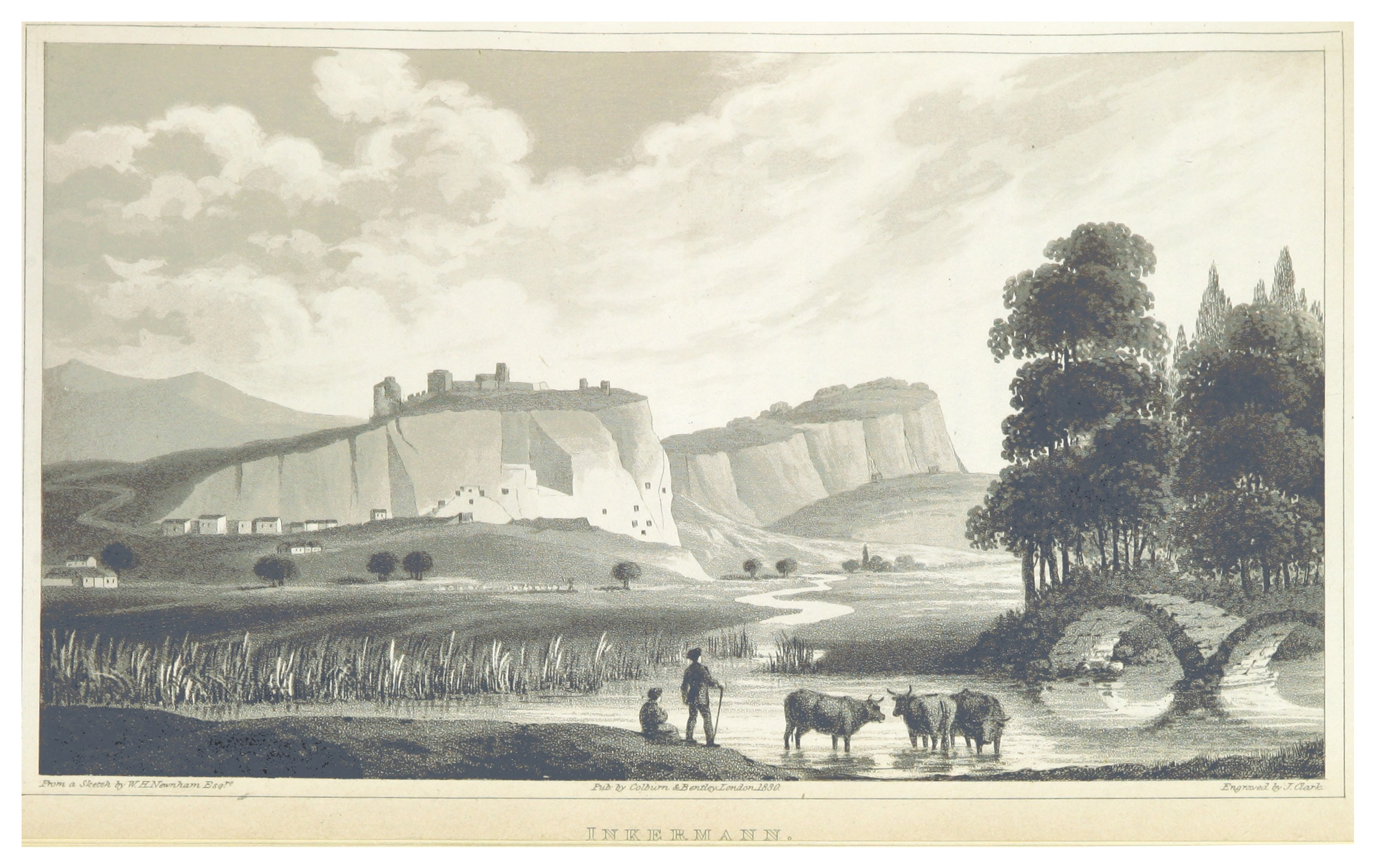
Historische Illustration der Siedlung (um 1825)

Inkerman ist bekannt für die etwa 300 etagenartig übereinander angelegten alten Höhlenwohnungen. Zwischen diesen Wohnungen liegen zwei in den Felsen gehauene Kirchen. Auf einem der Felsen befinden sich die Überreste einer spätmittelalterlichen Festung, die entweder von den Genuesen oder dem Fürstentum Theodoro angelegt wurde. 1850 wurde unterhalb ein russisch-orthodoxes Kloster angelegt.

## Schlacht von Inkerman
Während des Krimkrieges versuchten am 5. November 1854 die in Sewastopol eingeschlossenen Russen einen Ausfall gegen die britischen Truppen, dies führte zur Schlacht von Inkerman. Nach anfänglichen Erfolgen wurden die Russen durch das Eingreifen der Franzosen wieder zurückgedrängt. Hauptursache für die Niederlage soll allerdings die mangelhafte Zusammenarbeit unter den kommandierenden Offizieren, namentlich Peter Andrejewitsch von Dannenberg und Alexander Sergejewitsch Menschikow, gewesen sein. Bedingt durch verwirrende und einander widersprechende Anordnungen geriet ein detailliert geplanter koordinierter Generalangriff der einzeln aus der Kilenbalka-Schlucht empor steigenden Divisionen (Gortschakow, Pawlow, Soimonow, Zabokritzki) zu einer mehr oder weniger zufälligen Abfolge von Einzelaktionen, die nacheinander an der alliierten Abwehr zerbrachen. Als Folge dieses Desasters wurde Menschikow seines Kommandos enthoben.
Wenige Tage zuvor, am 23. Oktober, gab es bereits ein Gefecht zwischen Russen und Briten, welches als Little Inkerman in die Geschichte einging. Die Russen griffen die Stellung der britischen 2. Division bei Inkerman an, wurden aber durch heftiges Artilleriefeuer zurückgetrieben. Die Russen verloren 270 Mann, die Briten 100.

## Wappen
Das Wappen der Stadt zeigt Bischof Clemens von Rom, gefesselt an einen Anker. Nach der Legende wurde der Heilige wegen seiner römischen Missionstätigkeit zur Zwangsarbeit in den Steinbrüchen bei Inkerman verurteilt. Als er auch dort viele Menschen zum Christentum bekehrte, wurde er an einen Anker gebunden und im Schwarzen Meer ertränkt. Das Höhlenkloster in Inkerman trägt seinen Namen.

## Galerie

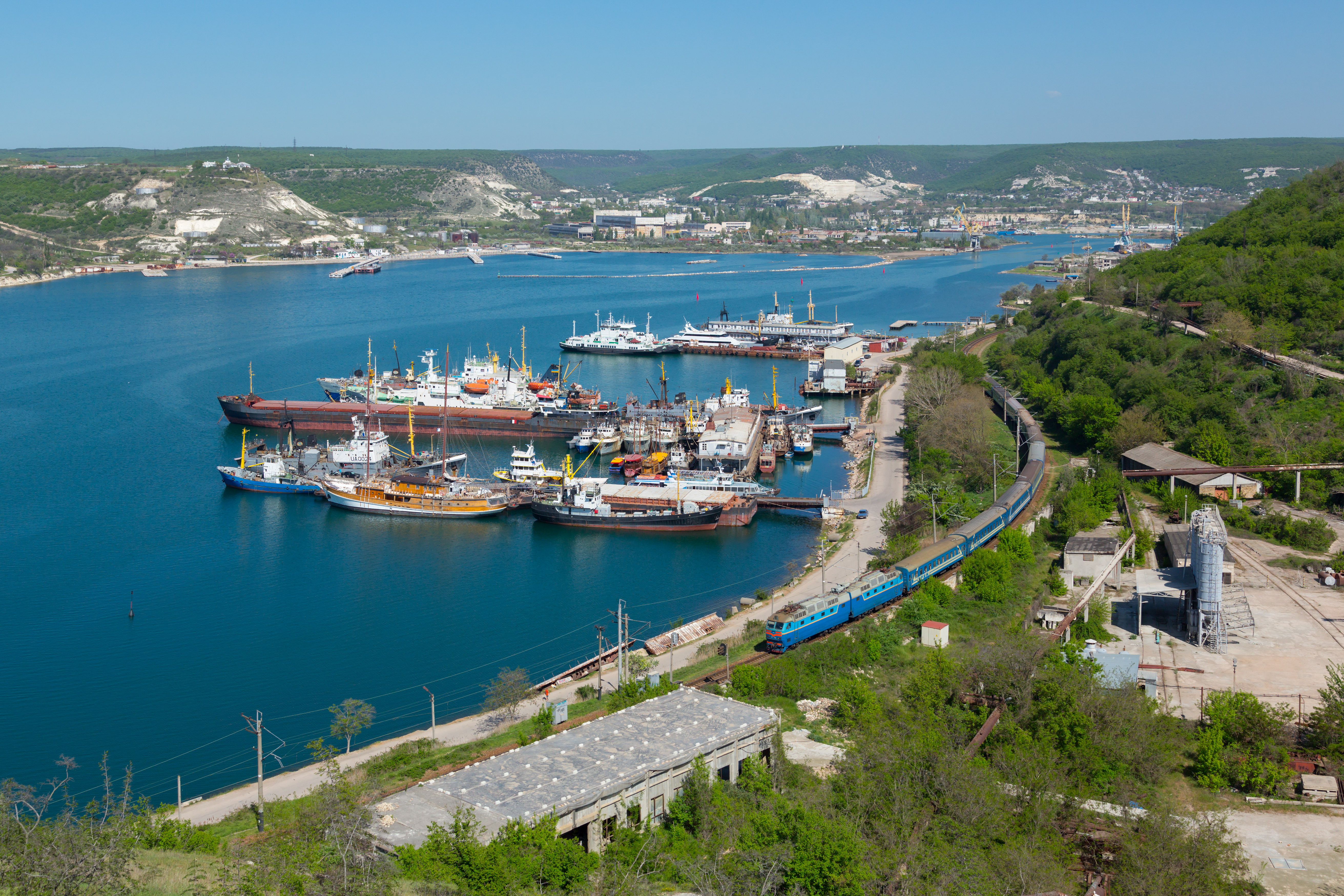
Hafenanlagen zwischen Sewastopol und Inkerman (im Hintergrund rechts)
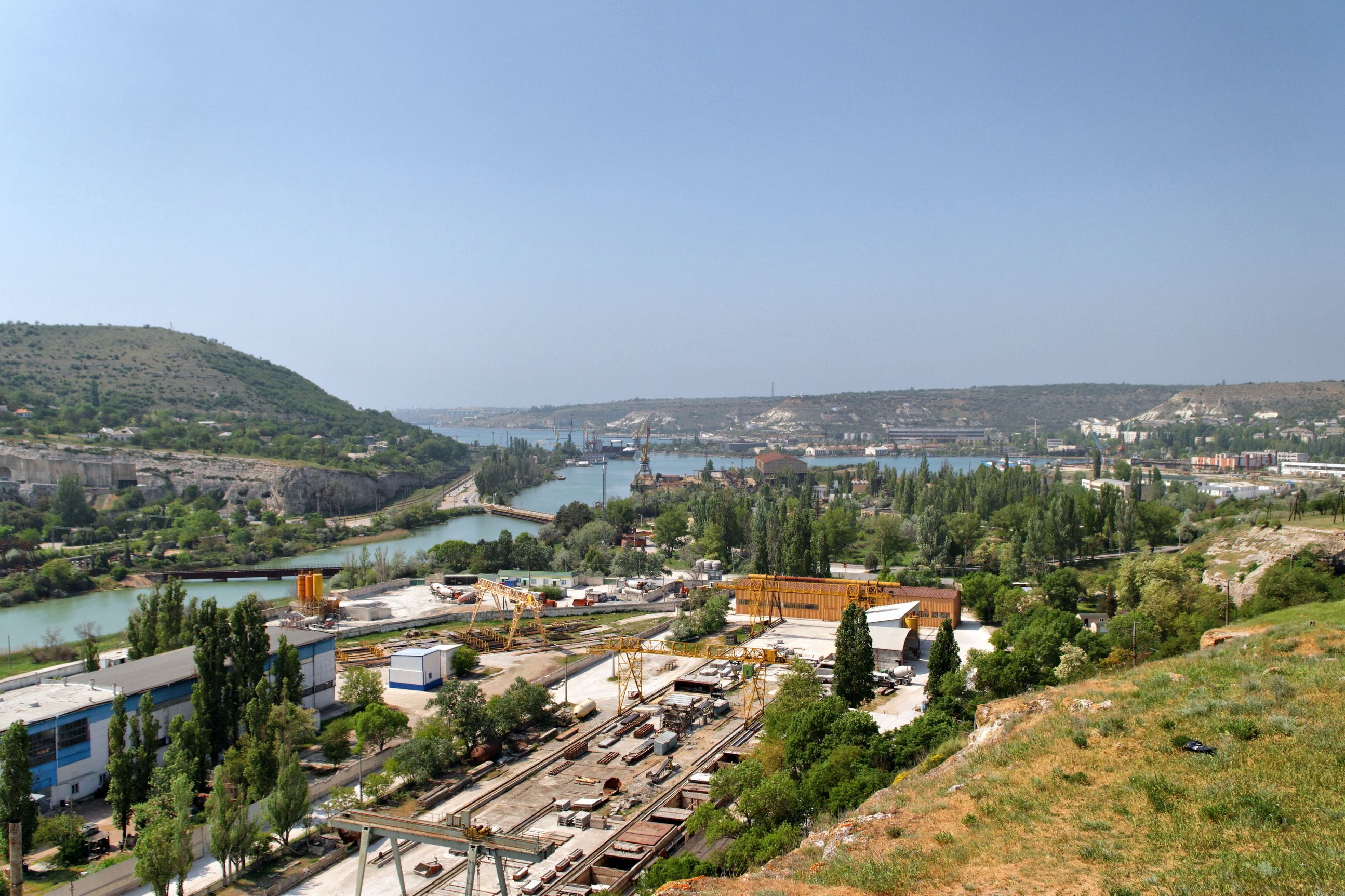
Panorama der Stadt (Blickrichtung Nordost)
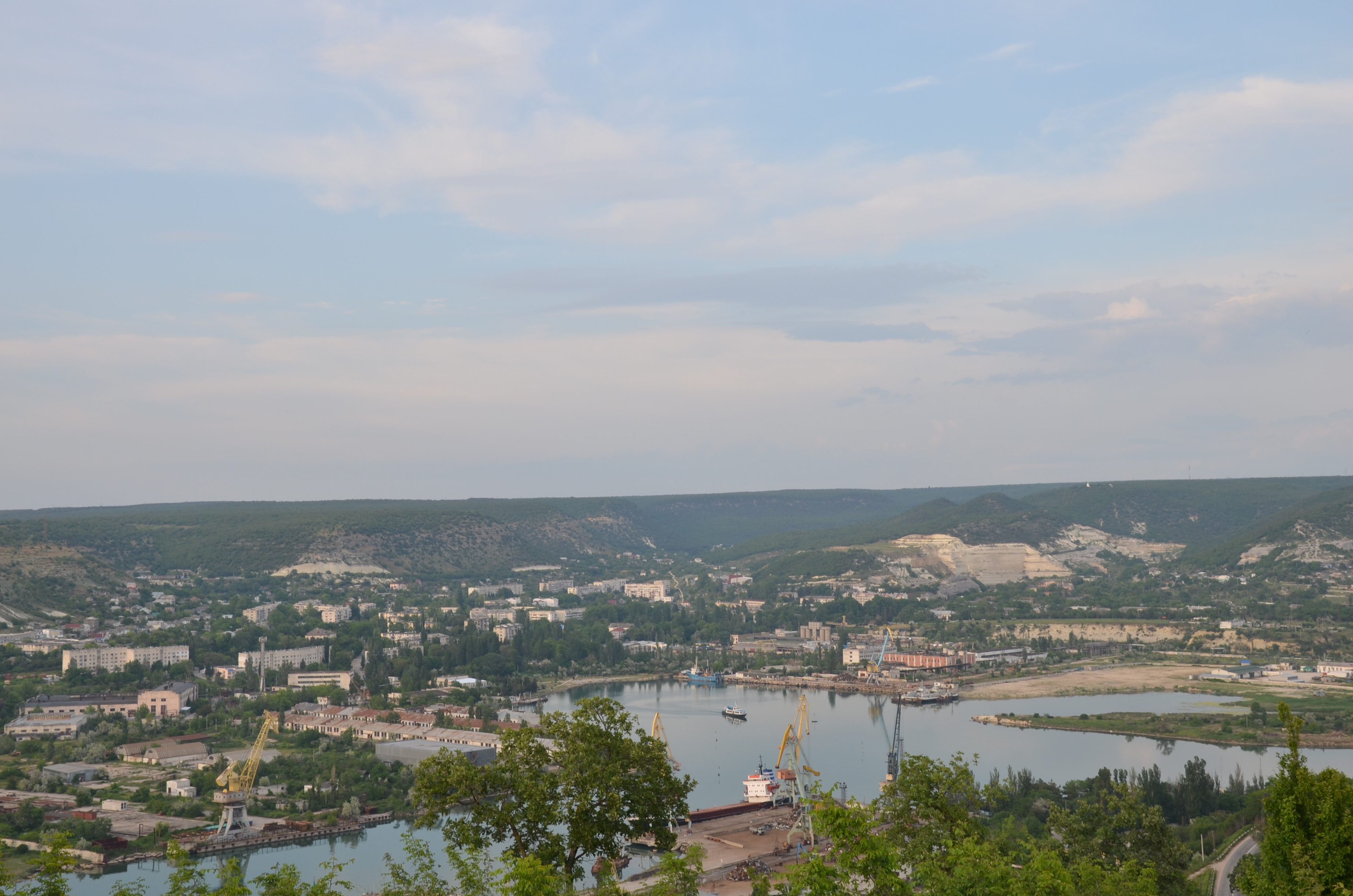
Das von Industrieansiedlungen und Plattenbauten geprägte Ostufer
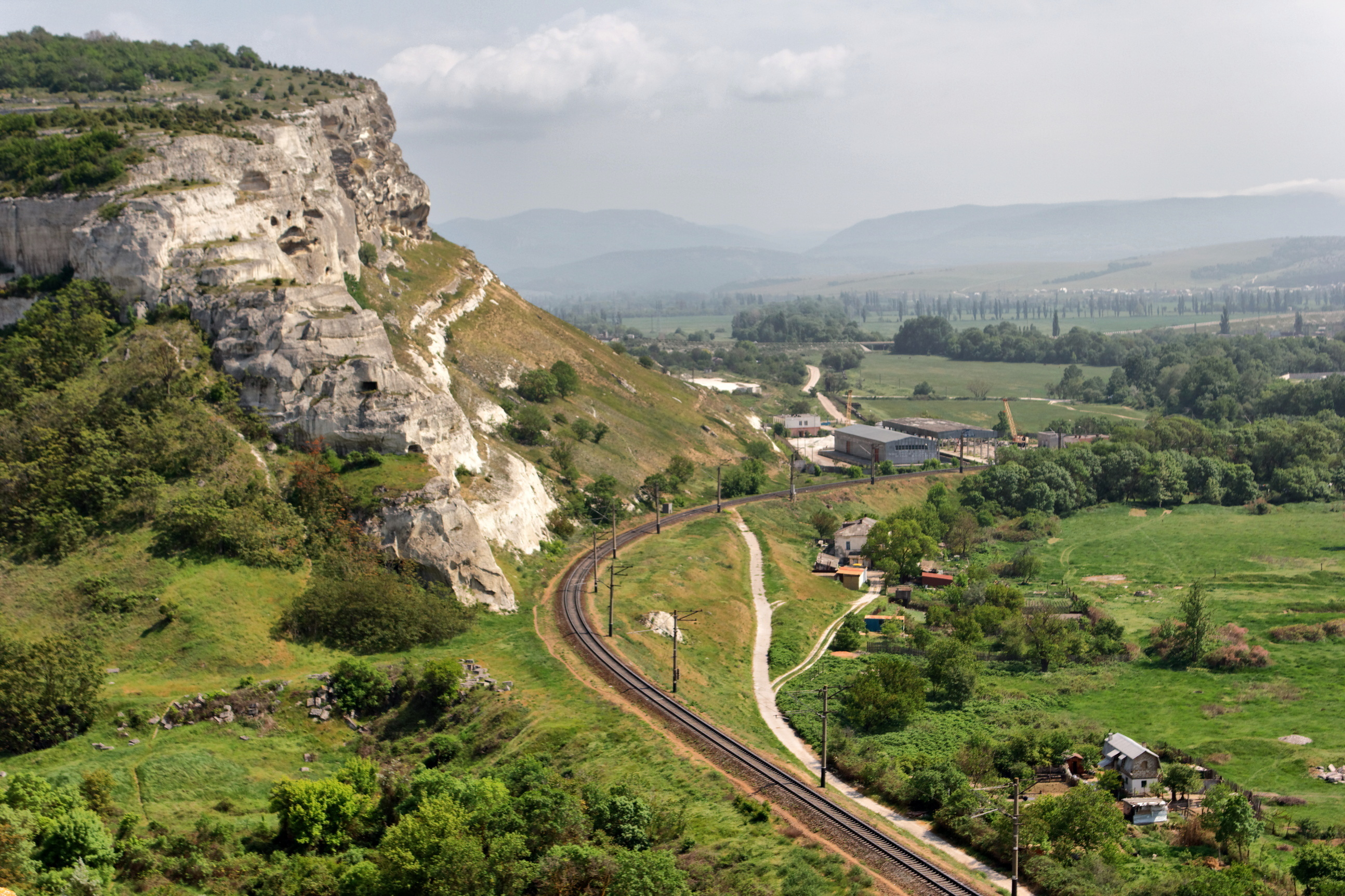
Die am Westufer der Tschorna gelegenen Stadtgebiete hingegen gehen in ländliche Besiedelung über.
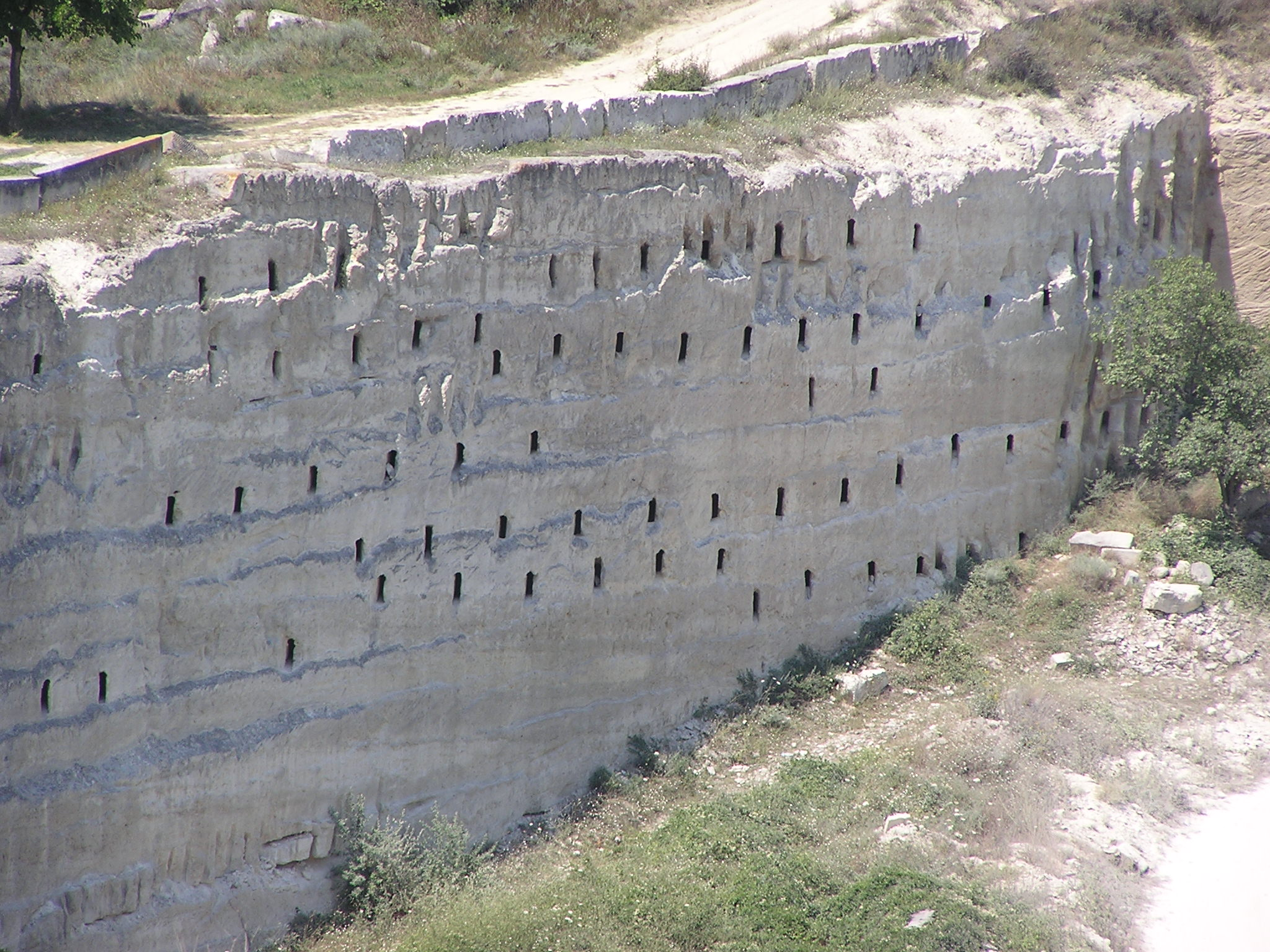
„Fenster“ der Felswohnungen
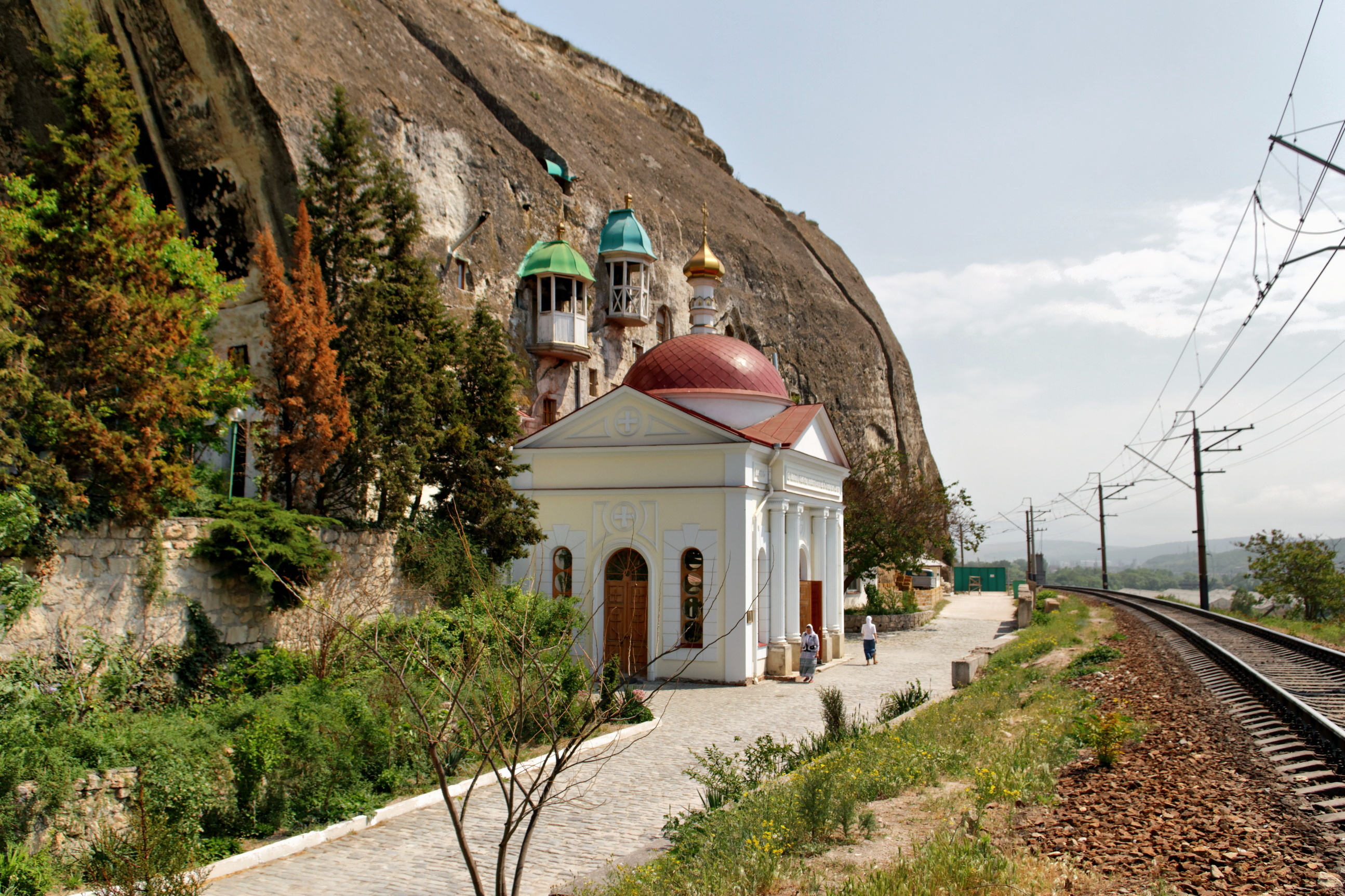
Höhlenkloster St. Clemens